# Crombach
Ne doit pas être confondu avec Louise Crombach.
Crombach est une section de la ville belge de Saint-Vith, située en Communauté germanophone et en Région wallonne dans la province de Liège.
C'était une commune à part entière avant la fusion des communes de 1977.

## Évolution démographique
- Sources : INS, Rem. : 1930 jusqu'en 1970 = recensements, 1976 = nombre d'habitants au 31 décembre.